# Мост Кожевников
Мост Кожевников или мост Дубильщиков (алб. Ura e Tabakëve) — пешеходный каменный арочный мост, построенный в XVIII веке османскими властями в Тиране и находящийся недалеко от мечети Кожевников. Ранее мост был частью дороги Святого Георгия (алб. Rruga e Shëngjergjit), которая соединяла Тирану с восточной горной местностью и по которой в город шли караваны с товарами. Мост пересекал реку Рана около района, где были кожевенные мастерские. В 1930-е годы после того, как обратили движение реки Лана, мост оказался уже никому не нужен. В 1990-е годы был восстановлен как пешеходный мост.

## История
Мост Кожевников был частью дороги, соединявшей Тирану с Шенгёргьи. Дорога из Тираны в Дебар проходила по этому мосту через местечки Приске-э-Мадхе, Кафе-Приске, Доме, Шенгёргьи, затем через Бизэ, Мартанеш, Зеркян и, наконец, вела в Дебар. По этой дороге крестьяне доставляли товары в город, а рядом с ней располагались лавки мясников и мастерские кожевников, принадлежавшие конкретным семьям (Джелети, Кука и т.д.), по которым мост и получил своё название — кожевник и мясник считались тогда одной и той же профессией и назывались «tabakë».
До 1930-х годов мост спокойно использовался для движения, пока направление течения реки Лана не обратили. Мост пришёл в запустение, но в 1990-е годы его очистили и восстановили, сделав пешеходным. В 2007 году один из инженеров проекта «Этнография в движении» заявил Албанскому телеграфному агентству (Agjencia Telegrafike Shqiptare) о том, что удалось завершить подземные реставрационные работы под мостом: по обе стороны от моста был создан искусственный пруд, а также были очищены от грязи и ила опоры моста. В рамках данного проекта велась работа по сохранению культурных объектов Албании, в том числе по воссозданию базара на территории от моста Кожевников до площади, где 26 ноября 1912 года был поднят албанский флаг. Мост считается властями Тираны одним из важнейших памятников культуры города и доказательством городского развития в XVIII веке, а также образцом османской инженерной мысли.